# Сіделі
Сіделі́ (рос. Сидели, чув. Сител) — присілок у складі Батиревського району Чувашії, Росія. Входить до складу Первомайського сільського поселення.
Населення — 485 осіб (2010; 522 у 2002).
Національний склад:
- чуваші — 99 %